# Tabinjke
Tabinjke (lat. Moridae), porodica riba iz reda bakalarki. Sastoji se od 18 rodova s ukupno 108 vrsta
U Jadranu su prisutne tri vrste tabinjak mračnjak (Gadella maraldi), mediteranski tabinjak (Lepidion lepidion) i okatica (Mora moro).

## Rodovi
1. Antimora Günther, 1878
2. Auchenoceros Günther, 1889
3. Eeyorius Paulin, 1986
4. Eretmophorus Giglioli, 1889
5. Gadella Lowe, 1843
6. Guttigadus Taki, 1953
7. Halargyreus Günther, 1862
8. Laemonema Günther, 1862
9. Lepidion Swainson, 1838
10. Lotella Kaup, 1858
11. Mora Risso, 1827
12. Notophycis Sazonov, 2001
13. Physiculus Kaup, 1858
14. Pseudophycis Günther, 1862
15. Rhynchogadus Tortonese, 1948
16. Salilota Günther, 1887
17. Strinsia Rafinesque, 1810
18. Svetovidovia Cohen, 1973
19. Tripterophycis Boulenger, 1902

## Vrste
1. Antimora microlepis Bean, 1890
2. Antimora rostrata (Günther, 1878)
3. Auchenoceros punctatus (Hutton, 1873)
4. Eeyorius hutchinsi Paulin, 1986
5. Eretmophorus kleinenbergi Giglioli, 1889
6. Gadella brocca Paulin & Roberts, 1997
7. Gadella dancoheni Sazonov & Shcherbachev, 2000
8. Gadella edelmanni (Brauer, 1906)
9. Gadella filifer (Garman, 1899)
10. Gadella imberbis (Vaillant, 1888)
11. Gadella jordani (Böhlke & Mead, 1951)
12. Gadella macrura Sazonov & Shcherbachev, 2000
13. Gadella maraldi (Risso, 1810)
14. Gadella molokaiensis Paulin, 1989
15. Gadella norops Paulin, 1987
16. Gadella obscurus (Parin, 1984)
17. Gadella svetovidovi Trunov, 1992
18. Gadella thysthlon Long & McCosker, 1998
19. Guttigadus globiceps (Gilchrist, 1906)
20. Guttigadus globosus (Paulin, 1986)
21. Guttigadus kongi (Markle & Meléndez C., 1988)
22. Guttigadus latifrons (Holt & Byrne, 1908)
23. Guttigadus nudicephalus (Trunov, 1990)
24. Guttigadus nudirostre (Trunov, 1990)
25. Guttigadus squamirostre (Trunov, 1990)
26. Halargyreus johnsonii Günther, 1862
27. Laemonema barbatulum Goode & Bean, 1883
28. Laemonema compressicauda (Gilchrist, 1903)
29. Laemonema filodorsale Okamura, 1982
30. Laemonema goodebeanorum Meléndez C. & Markle, 1997
31. Laemonema gracillipes Garman, 1899
32. Laemonema laureysi Poll, 1953
33. Laemonema longipes Schmidt, 1938
34. Laemonema macronema Meléndez C. & Markle, 1997
35. Laemonema melanurum Goode & Bean, 1896
36. Laemonema modestum (Franz, 1910)
37. Laemonema nana Taki, 1953
38. Laemonema rhodochir Gilbert, 1905
39. Laemonema robustum Johnson, 1862
40. Laemonema verecundum (Jordan & Cramer, 1897)
41. Laemonema yarrellii (Lowe, 1838)
42. Laemonema yuvto Parin & Sazonov, 1990
43. Lepidion capensis Gilchrist, 1922
44. Lepidion ensiferus (Günther, 1887)
45. Lepidion eques (Günther, 1887)
46. Lepidion guentheri (Giglioli, 1880)
47. Lepidion inosimae (Günther, 1887)
48. Lepidion lepidion (Risso, 1810)
49. Lepidion microcephalus Cowper, 1956
50. Lepidion natalensis Gilchrist, 1922
51. Lepidion schmidti Svetovidov, 1936
52. Lotella fernandeziana Rendahl, 1921
53. Lotella phycis (Temminck & Schlegel, 1846)
54. Lotella rhacina (Forster, 1801)
55. Lotella tosaensis (Kamohara, 1936)
56. Mora moro (Risso, 1810)
57. Notophycis fitchi Sazonov, 2001
58. Notophycis marginata (Günther, 1878)
59. Physiculus andriashevi Shcherbachev, 1993
60. Physiculus argyropastus Alcock, 1894
61. Physiculus beckeri Shcherbachev, 1993
62. Physiculus bertelseni Shcherbachev, 1993
63. Physiculus capensis Gilchrist, 1922
64. Physiculus chigodarana Paulin, 1989
65. Physiculus coheni Paulin, 1989
66. Physiculus cyanostrophus Anderson & Tweddle, 2002
67. Physiculus cynodon Sazonov, 1986
68. Physiculus dalwigki Kaup, 1858
69. Physiculus fedorovi Shcherbachev, 1993
70. Physiculus fulvus Bean, 1884
71. Physiculus grinnelli Jordan & Jordan, 1922
72. Physiculus helenaensis Paulin, 1989
73. Physiculus hexacytus Parin, 1984
74. Physiculus huloti Poll, 1953
75. Physiculus japonicus Hilgendorf, 1879
76. Physiculus karrerae Paulin, 1989
77. Physiculus kaupi Poey, 1865
78. Physiculus longicavis Parin, 1984
79. Physiculus longifilis Weber, 1913
80. Physiculus luminosa Paulin, 1983
81. Physiculus marisrubri Brüss, 1986
82. Physiculus maslowskii Trunov, 1991
83. Physiculus microbarbata Paulin & Matallanas, 1990
84. Physiculus natalensis Gilchrist, 1922
85. Physiculus nematopus Gilbert, 1890
86. Physiculus nielseni Shcherbachev, 1993
87. Physiculus nigrescens Smith & Radcliffe, 1912
88. Physiculus nigripinnis Okamura, 1982
89. Physiculus normani Brüss, 1986
90. Physiculus parini Paulin, 1991
91. Physiculus peregrinus (Günther, 1872)
92. Physiculus rastrelliger Gilbert, 1890
93. Physiculus rhodopinnis Okamura, 1982
94. Physiculus roseus Alcock, 1891
95. Physiculus sazonovi Paulin, 1991
96. Physiculus sterops Paulin, 1989
97. Physiculus sudanensis Paulin, 1989
98. Physiculus talarae Hildebrand & Barton, 1949
99. Physiculus therosideros Paulin, 1987
100. Physiculus yoshidae Okamura, 1982
101. Pseudophycis bachus (Forster, 1801)
102. Pseudophycis barbata Günther, 1863
103. Pseudophycis breviuscula (Richardson, 1846)
104. Rhynchogadus hepaticus (Facciolà, 1884)
105. Salilota australis (Günther, 1878)
106. Svetovidovia lucullus (Jensen, 1953)
107. Tripterophycis gilchristi Boulenger, 1902
108. Tripterophycis svetovidovi Sazonov & Shcherbachev, 1986